# Neffex
Neffex (reso graficamente come NEFFEX) è il progetto solista del cantante e rapper Bryce Savage. Inizialmente erano un duo musicale statunitense composto da Bryce Savage e Cameron Wales.
Insieme producevano remix di canzoni originali e canzoni originali pubblicandole in royalty free su YouTube. Bryce si occupava della creazione dei testi e del rapping, mentre Cameron del suono e dell'editing, ormai è Bryce a occuparsi di tutto.

## Storia del duo
Bryce e Cameron si sono conosciuti per la prima volta all'età di 15 anni durante il liceo, all'epoca coinvolti in un gruppo punk rock. Dopo poco tempo, entrambi hanno lasciato il gruppo e cominciato a creare la loro musica. Dopo il liceo, Cameron si è trasferito a Los Angeles e si sono allontanati. Dopo qualche anno, quando Bryce era all'ultimo anno di college, parlò con Cameron e notarono che entrambi facevano musica nel tempo libero e si sono nuovamente riuniti, creando così il nome "NEFFEX".
Bryce e Cameron, nel 2017, iniziarono quindi a creare le loro prime canzoni facendo "100 songs in 100 weeks", o meglio di pubblicare una canzone ogni settimana per 100 settimane. Pubblicarono le loro canzoni attraverso Soundcloud e YouTube. In seguito, hanno pubblicato le loro canzoni su Spotify e hanno pubblicato 5 album. Da quando Cameron Wales ha abbondonato la band, Bryce Savage da solo, rifacendo 100 songs in 100 weeks, ha fatto uscire 9 album, per un totale di 16 album (Fight back: the collection; Best of me: the collection; Destiny: the collection; Careless: the collection; New beginnings: the collection; No turning back: the collection; Born a rockstar: the collection; Built to last: the collection; Better days: the collection; My Way: the collection; Legendary: the collection; Stay Strong: the collection; Fearless: the collection; Take it: the collection; Change: the collection; Learning to let go: the collection).

## Stile musicale
Il loro stile musicale mescola musica elettronica e rap, conditi da chitarre elettriche distorte di derivazione rock. Billboard, nel loro sito, li ha anche descritti come electro pop
Le loro canzoni trattano principalmente temi come la determinazione e l'inseguimento dei propri desideri, il tutto alimentato da un suono molto potente, diretto e veloce.

## Discografia

### Album in studio
- 2018 – Fight Back: The Collection
- 2019 – Careless: The Collection
- 2019 – Destiny: The Collection
- 2019 – Best of me: The Collection
- 2020 – New Beginnings
- 2021 – NO TURNING BACK: THE COLLECTION
- 2021 – Born a Rockstar: The Collection
- 2022 – Built to Last: The Collection
- 2022 – Better Days: The Collection
- 2022 – My Way: The Collection
- 2022 – Legendary: The Collection
- 2023 – Stay Strong: The Collection
- 2023 – Fearless: The Collection
- 2023 – Take It: The Collection
- 2023 – Change: The Collection
- 2024 – Learning to let go: The Collection

### Raccolte
- 2019 – Best of me: The Collection
- 2023 – Best of NEFFEX: 100 in 100 pt. 2

### EP
- 2019 – Q203
- 2024 - Rush